# Огаст, Джон
Джон Огаст (англ. John August; род. 4 августа 1970, Боулдер, Колорадо) — американский продюсер, сценарист и кинорежиссёр, открытый гей и сторонник признания права на однополые браки.

## Биография
Огаст родился и вырос в Боулдере, штат Колорадо. Его имя при рождении было Джон Тилтон Мейз.
Джон Огаст — член Академии кинематографических искусств и наук.

## Фильмография сценариев
- Бог (также режиссёр)
- Экстази
- Бриллиантовый полицейский
- Титан: После гибели Земли
- Ангелы Чарли
- Ангелы Чарли 2: Только вперёд
- Крупная рыба
- Аляска
- Чарли и шоколадная фабрика
- Труп невесты
- Девятки (также режиссёр)
- Аладдин